# Сонячний масив Овенс-Веллі
Сонячний масив Овенс-Веллі (англ. Owens Valley Solar Array, OVSA), також відомий як Розширений сонячний масив Овенс-Веллі (англ. Expanded Owens Valley Solar Array, EOVSA), — радіотелескоп для вивчення фізики Сонця, розташований в радіообсерваторії Овенс-Веллі, поблизу Біг-Пайн, штат Каліфорнія, США. На одному майданчику з радіотелескопом працюють Локатор сонячних радіовибухів (англ. Solar Radio Burst Locator, SRBL), Випробувальний стенд підсистеми FASR (англ. FASR Subsystem Testbed, FST) і Корейський локатор сонячних радіовибухів (англ. Korean Solar Radio Burst Locator, KSRBL). Сонячний масив Овенс-Веллі управляється Технологічним інститутом Нью-Джерсі, який також керує Сонячною обсерваторією Велика Ведмедиця.

## Історія

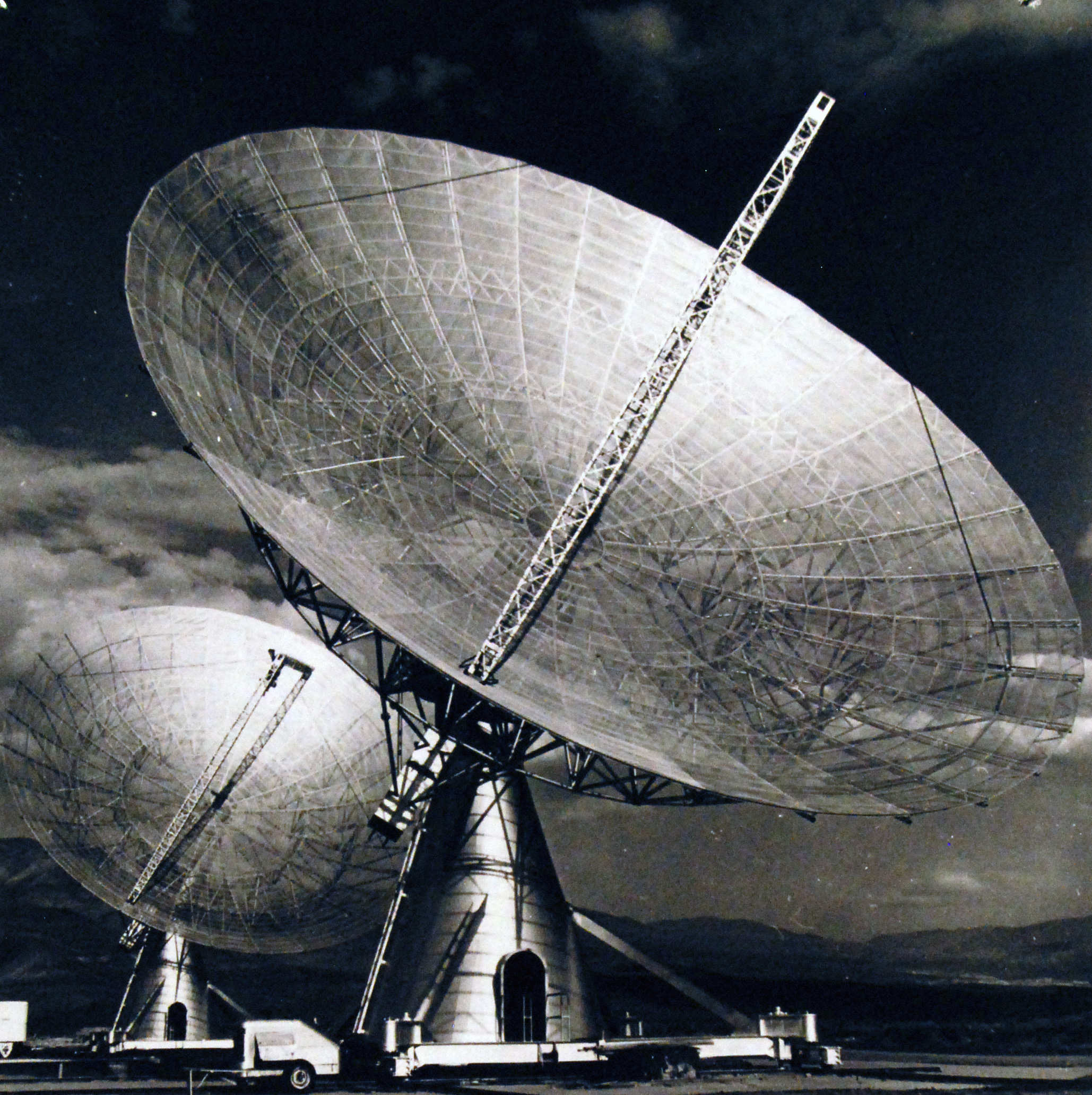
Новозбудовані 27-метрові антени невдовзі після, 1960 рік

Наприкінці 1950-х років Каліфорнійський технологічний інститут створив радіообсерваторію Овенс-Веллі з радіоінтерферометром у складі двох 27-метрових параболічних антен для вивчення радіогалактик. З часом радіоінтерферометр продовжував доповнюватися більшими й кращими радіотелескопами. У 1979 році дві перші антени були вилучені з радіоінтерферометра та перепрофільовані для спостереження Сонця. Сонячний масив Овенс-Веллі був створений як двохантенний інтерферометр під керівництвом професора Гарольда Зіріна, який також керував Сонячною обсерваторією Велика Ведмедиця. Пізніше до інтерферометра додали три 1,8-метрові антени.
У 1997 році керування Сонячним масивом Овенс-Веллі було передано Технологічному інституту Нью-Джерсі. У 2004 році до інтерферометра додали ще дві 1,8-метрові параболічні антени, утворивши 7-антенний інтерферометр.

### Розширення масиву

Схема Розширеного сонячного масиву Овенс-Веллі (EOVSA) з 15 антенами. Маленькі помаранчеві крапки — це тринадцять 2,1-метрових антен. Сині крапки — дві 27-метрові антени. Жовтий прямокутник — будівля управління.

У 2010 році Технологічний інститут Нью-Джерсі запропонував розширити Сонячний масив Овенс-Веллі, додавши 8 нових 2,1-метрових антен й оновивши старі антени, збільшивши загальну кількість антен до 15, а радіус інтерферометра — до 900 м. Це вимагало перенесення всіх наявних менших антен і встановлення тринадцяти нових антенних майданчиків. Треба було спорудити нову диспетчерську будівлю, а вздовж під'їзних шляхів прокласти кабельні траншеї.
У жовтні 2010 року Національний науковий фонд виділив грант у розмірі 5 мільйонів доларів на початок роботи над розширенням. Проєкт мав також замінити наявні системи керування, електропроводку та системи обробки сигналів на сучасніші технології. Науковими задачами оновленого масиву мали бути спостереження магнітної та теплової структури сонячної атмосфери, виділення магнітної енергії в короні та вплив сонячної активності на космічну погоду.

## Інструменти

### Сонячний масив Овенс-Веллі
Масив використовує сім антен для виконання радіоінтерферометрії на 86 радіочастотах у діапазоні від 1 до 18 гігагерц (мікрохвильовий діапазон). Таке поєднання високої просторової та спектральної роздільної здатності надає багато інформації для дослідження Сонця. Масив чутливий як до теплового випромінювання від хромосфери та корони Сонця, так і до нетеплового випромінювання від електронів високої енергії, що прискорюються сонячними спалахами.

Масив також використовувався для виявлення та вивчення впливу сонячного радіовипромінювання на системи бездротового зв'язку, включаючи мобільні телефони та систему GPS. Такі впливи є проявами космічної погоди.

Семиантенне розташування
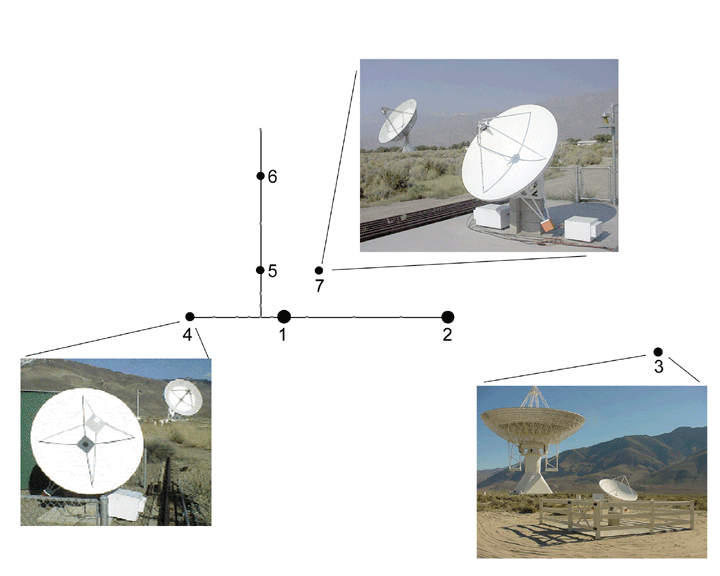
7-антенна схема Сонячного масиву Овенс-Веллі
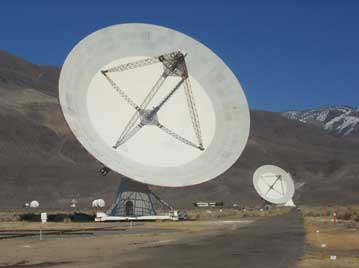
27-метрова антена
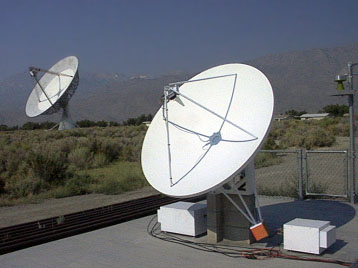
1,8-метрова антена

### Прототип локатора сонячних радіовибухів
У 1990-х роках Повітряні сили США шукали економічно ефективну заміну своєї застарілої Мережі сонячних радіотелескопів, яка працювала на фіксованих частотах. Команда Каліфорнійського технологічного інституту запропонувала Локатор сонячних радіовибухів (Solar Radio Burst Locator, SRBL), який мав використовувати техніку адаптивної частоти, яку вивчали на Сонячному масиві Овенс-Веллі. За контрактом з повітряними силами США радіообсерваторія Оdенс-Веллі розробила прототипи. Спочатку планувалося розгорнути Локатор сонячних радіовибухів протягом 1–2 років, щоб доповнити оптичні спостереження в Оптичній мережі сонячних спостережень.
Прототипи були розроблені з апаратним і програмним забезпеченням, яке базувалось на Сонячному масиві Овенс-Веллі. Польові випробування розпочалися в 1994 році з однією антеною на Гаваях, а іншою - поблизу Сонячного масиву Овенс-Веллі, приблизно 10 м від однієї з його антен.
Локатор сонячних радіовибухів використовував 1,8-метрову параболічну антену зі спіральним приймачем, здатну спостерігати 120 частот від 610 МГц до 18 ГГц з інтервалом 4,8 секунди. Крім того, на частотах 245 і 410 МГц можна було спостерігати за допомогою подвійної антени Уда-Яґі, приєднаної до каналу. Система спостерігала весь диск Сонця й могла визначити місце розташування мікрохвильових спалахів за допомогою однієї тарілки без використання інтерферометрії чи механічного сканування.
Згодом компанія Raytheon уклала контракт на виробництво інструментів високої якості. Прототип антени Локатора сонячних радіовибухів залишився в радіообсерваторії Овенс-Веллі і працював з 1998 року. У 2005 році уряд Кореї надав грант на оцінку системи Локатора сонячних радіовибухів, щоб продовжити вдосконалення системи для створення Корейського локатор сонячних радіовибухів.